# Буркун волзький
Melilotus wolgicus — вид рослин родини бобові (Fabaceae), поширений у Євразії від України до Монголії.

## Опис
Трав'яниста рослина з великим стрижневим коренем. Стебла можуть досягати висоти 150 см, часто розгалужуються над землею. Листки трійчасті з листочками від яйцюватої до ланцетної форми. Квітки довжиною до 3.5 мм, білі з рожевими жилками.

## Поширення
Вид поширений у Євразії від України до Монголії; натуралізований у деяких інших країнах Європи та на Кавказі.